# Raissa Sadreidinowa
Raissa Sadreidinowa (russisch Раиса Садрейдинова, engl. Transkription Raisa Sadreydinova; * 29. Februar 1952) ist eine ehemalige russische Langstreckenläuferin, die für die Sowjetunion startete.
1982 wurde sie Sechste und 1983 Zehnte bei der sowjetischen Meisterschaft im Marathonlauf, und beim Europacup-Marathon 1983 gewann sie Bronze.
Am 7. September 1983 gewann sie bei der sowjetischen Meisterschaft im 10.000-Meter-Lauf mit der Weltrekordzeit von 31:27,58 min. Einen Monat später siegte sie beim Košice-Marathon mit der sowjetischen Rekordzeit von 2:34:41 h. 
Raissa Sadreidinowa startete für den Verein Dinamo Uljanowsk.

## Persönliche Bestzeiten
- 1000 m: 2:32,6 min, 5. August 1979, Podolsk
- 1500 m: 4:05,7 min, 24. August 1980, Podolsk
- 3000 m: 8:41,05 min, 27. Juli 1983, Leningrad
- 5000 m: 15:41,9 min, 18. September 1978, Tiflis
- 10.000 m: 31:27,58 min, 7. September 1983, Odessa
- Marathon: 2:34:41 h, 2. Oktober 1983, Košice